# Izgrev, Varna
Izgrev (în bulgară Изгрев) este un sat în comuna Suvorovo, regiunea Varna,  Bulgaria. 

## Demografie
Componența etnică a satului Izgrev
     Bulgari (97,24%)
     Nicio identificare (2,75%)
     Altele (0%)
La recensământul din 2011, populația satului Izgrev era de 145 locuitori. Din punct de vedere etnic, majoritatea locuitorilor (97,24%) erau bulgari. Pentru 2,75% din locuitori nu este cunoscută apartenența etnică.